# Wisma Tun Sambanthan
La Wisma Tun Sambanthan est un gratte-ciel de 146 mètres de hauteur (estimation emporis) construit en 1988 à Kuala Lumpur, en Malaisie.
Il abrite des bureaux sur 36 étages.
L'architecte est l'agence malaisienne Hijjas Kasturi Associates